# Claudia Ulloa Donoso
Pour les articles homonymes, voir Donoso.
Claudia Ulloa Donoso, née à Lima en 1979, est une écrivaine péruvienne.

## Œuvres
- El pez que aprendió a caminar (2006)
- Séptima Madrugada (2007)

### Traductions françaises
- « Piscine », traduction de Vanessa Capieu, in Les Bonnes Nouvelles de l'Amérique latine, Gallimard, « Du monde entier », 2010  (ISBN 978-2-07-012942-3)